# انجلو کروز
آنجلو مونچیتو کروز (زاده ۲۹ شهریور ۱۳۳۷) بازیکن پیشین بسکتبال حرفه‌ای پورتوریکویی است. او در نیویورک به دنیا آمد. «مونچیتو» با شهرتی که از زمین‌های بازی نیویورک و مسابقات پترسون در برانکس به دست آورده بود، به عنوان یک افسانه بسکتبال خیابانی شناخته می‌شد. در پایان دوره دبیرستان در دبیرستان دی‌وایت کلینتون، او به نامی بزرگ تبدیل شده بود؛ او ابتدا ۲ یا ۳ سال در دبیرستان آل هالو در تیم برانکس بازی کرد. پس از گذراندن چند فصل و بازی در تیم کالج نازارنی بیتانی و تیم کالج اسکس، او به بازی حرفه‌ای در تیم ملی پورتوریکو پرداخت.

## حرفه

### حضور در تیم ملی پورتوریکو
کروز حرفه خود را در لیگ بالونسستو سوپریور ناسیونال از سال ۱۹۷۷ و در سن ۱۸ سالگی آغاز کرد. او به مدت ۱۳ فصل برای تیم ایندیوس د کاناواناس بازی کرد. او با هدایت تیم کاناواناس به قهرمانی‌های متوالی در سال‌های ۱۹۸۳ و ۱۹۸۴ دست یافت و در سال ۱۹۸۸، ۱٬۵۰۰امین پاس گل خود را ثبت کرد. مسابقات تیم او با قدرت‌هایی چون تیم‌های بایامون، گواینابو و سن جرمن هنوز در تاریخ لیگ بی‌اس‌ان به یاد مانده است. کروز سه فصل آخر خود را با تیم تیتانز د موروویس سپری کرد. پس از ۱۶ سال بازی در لیگ و ثبت میانگین ۱۴٫۸ امتیاز و ۴٫۸ پاس گل در هر بازی، او پس از فصل ۱۹۹۳ از دنیای بسکتبال حرفه‌ای کناره‌گیری کرد.
به یاد ماندنی‌ترین پرتاب منجر به امتیاز او، پرتابی بود که در نیمه‌نهایی سال ۱۹۸۳ در برابر تیم واکروس د بایامون به ثمر رساند. درحالی که تیم سه امتیاز عقب بود، کروز پرتابی از میانه میدان داشت که به موقع به سبد رفت و بازی را به تساوی کشاند. تیم او در نهایت در وقت اضافه پیروز شد و بازی را برد و در نهایت قهرمان آن فصل شد.

### حضور در عرصه بین‌المللی
در سن ۲۰ سالگی، کروز به عنوان بخشی از تیم ملی پورتوریکو در بازی‌های پان آمریکن ۱۹۷۹ در سن خوان شرکت کرد و مدال نقره را در دیداری به یاد ماندنی در برابر تیم ایالات متحده تحت رهبری ایزایا توماس و بابی نایت به دست آورد. او همچنین در دو دوره دیگر بازی‌های پان آمریکن، در سال‌های ۱۹۸۳ در کاراکاس و ۱۹۸۷ در ایندیاناپولیس، به میدان رفت. در سال ۱۹۸۴، او در تورنمنت قاره‌ای آمریکای ۱۹۸۴ در برزیل بازی کرد. در سال ۱۹۹۰، او در بازی‌های گودویل ۱۹۹۰ در سیاتل شرکت کرد.

### حرفه در المپیک
در سال ۱۹۸۸، کروز به تیم پورتوریکو کمک کرد تا به المپیک تابستانی ۱۹۸۸ در سئول، راه یابد. این موفقیت در مرحله مقدماتی تورنمنت قاره‌ای آمریکای ۱۹۸۸ در مونته‌ویدئو، به دست آمد. در آن زمان، پورتوریکو از المپیک تابستانی ۱۹۷۶ غایب بود. در المپیک تابستانی ۱۹۸۸ در کره، کروز تیم ملی بسکتبال پورتوریکو را از نظر پاس گل در جایگاه بالایی قرار داد و با میانگین امتیاز ۱۲٫۳۷۵ در رده دوم امتیازآورترین بازیکنان قرار گرفت. او در دیدار مقابل یوگسلاوی، پرتاب پیروزی‌بخش خود را در ثانیه‌های پایانی به ثمر رساند و تیم پورتوریکو را به پیروزی ۷۴–۷۲ رساند.

### مسابقات جهانی فیبا
کروز در دو دوره مسابقات جهانی فیبا، در سال ۱۹۸۶ در اسپانیا و در سال ۱۹۹۰ در آرژانتین، شرکت کرد. در سال ۱۹۹۰، در بوئنوس آیرس، او به تیم پورتوریکو کمک کرد تا مقام چهارم را در مسابقات جهانی فیبا ۱۹۹۰ کسب کند. تیم او با ثبت رکورد ۷–۰، تیم‌های قدرتمند جهان مانند یوگسلاوی، تیم ایالات متحده و استرالیا را شکست داد، اما در آخرین بازی‌های مرحله نهایی، شکست‌هایی را از تیم‌های اتحاد جماهیر شوروی و تیم ایالات متحده متحمل شد. این آخرین بازی او در مسابقات بین‌المللی بود.